# Tolmino Gios
Tolmino Gios (Vittorio Veneto, 4 marzo 1916 – Torino, 22 febbraio 1992) è stato un ciclista su strada e costruttore di biciclette italiano, fondatore dell'azienda Gios.

## Carriera
Nato in Veneto durante la prima guerra mondiale, si trasferì con la famiglia a Torino quando aveva due anni.
Già a vent'anni era ben conosciuto per le sue vittorie, tra le quali si annovera la Coppa Sabauda 1934 a Torino, ancora da dilettante, e la Coppa del Re, corsa in linea milanese, nel 1936. Da un sondaggio pubblicato dal periodico Sport Illustrato, risultò essere il grande favorito per la vittoria ai campionati mondiali 1936 di Berna, poi conquistati dal francese Antonin Magne davanti ad Aldo Bini, e ai Giochi olimpici di Berlino, ma fu escluso dalla rosa dei titolari, per entrambe le competizioni, in seguito ad uno scontro d'opinioni con il commissario tecnico della nazionale. Nel 1937 vestì la maglia della Legnano; fu attivo come indipendente con la S.C. Vigor nel 1938 e nel 1939.
Dopo aver partecipato alla seconda guerra mondiale come bersagliere, nel 1948 fondò la Gios iniziando a produrre biciclette da passeggio in una piccola officina. A lui si deve la scoperta, nel 1958, di Italo Zilioli.
I figli Alfredo e Aldo entrarono a far parte dell'azienda rispettivamente nel 1959 e nel 1966. Tolmino lasciò la direzione nel 1968, mantenendo però la sua presenza per tutto il ventennio successivo.

## Palmarès
- 1934 (dilettanti)

Coppa Sabauda
- 1936 (S.C. Vigor, una vittoria)

Coppa del Re